# Griselles (Côte-d'Or)
Pour les articles homonymes, voir Griselles.
Griselles est une commune française située dans le département de la Côte-d'Or en région Bourgogne-Franche-Comté.

## Géographie

### Localisation

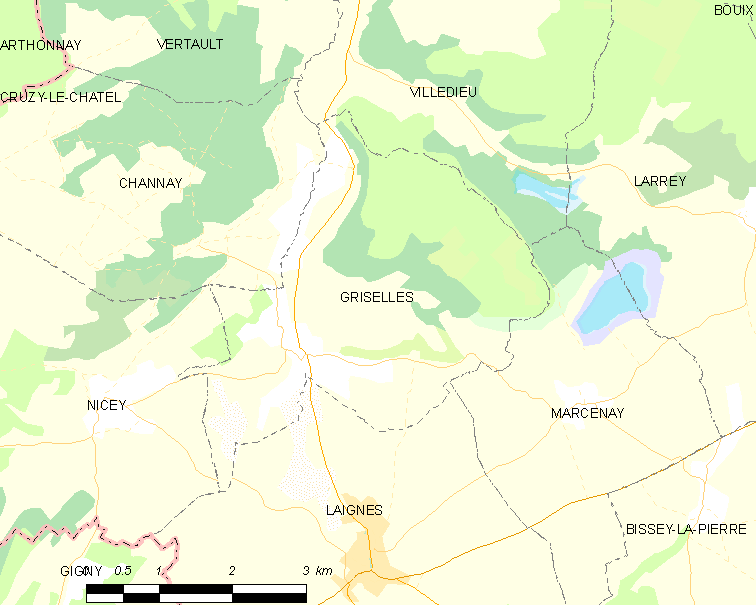

La commune s'étend sur 12,4 km2 à une altitude située entre 197 et 284 mètres.

### Hydrographie
Griselles est irriguée par la Laigne, le ruisseau de Marcenay et celui de Martilly.

### Climat
Pour des articles plus généraux, voir Climat de la Bourgogne-Franche-Comté et Climat de la Côte-d'Or.
En 2010, le climat de la commune est de type climat océanique dégradé des plaines du Centre et du Nord, selon une étude du Centre national de la recherche scientifique s'appuyant sur une série de données couvrant la période 1971-2000. En 2020, Météo-France publie une typologie des climats de la France métropolitaine dans laquelle la commune est exposée à un climat océanique altéré et est dans la région climatique  Lorraine, plateau de Langres, Morvan, caractérisée par un hiver rude (1,5 °C), des vents modérés et des brouillards fréquents en automne et hiver. 
Pour la période 1971-2000, la température annuelle moyenne est de 10,7 °C, avec une amplitude thermique annuelle de 15,9 °C. Le cumul annuel moyen de précipitations est de 831 mm, avec 12 jours de précipitations en janvier et 8,2 jours en juillet. Pour la période 1991-2020, la température moyenne annuelle observée sur la station météorologique de Météo-France la plus proche, « Cruzy_sapc », sur la commune de Cruzy-le-Châtel à 11 km à vol d'oiseau, est de 11,1 °C et le cumul annuel moyen de précipitations est de 845,8 mm,. Pour l'avenir, les paramètres climatiques de la commune estimés pour 2050 selon différents scénarios d'émission de gaz à effet de serre sont consultables sur un site dédié publié par Météo-France en novembre 2022.

## Urbanisme

### Typologie
Au 1er janvier 2024, Griselles est catégorisée commune rurale à habitat dispersé, selon la nouvelle grille communale de densité à 7 niveaux définie par l'Insee en 2022.
Elle est située hors unité urbaine et hors attraction des villes,.

### Occupation des sols
L'occupation des sols de la commune, telle qu'elle ressort de la base de données européenne d’occupation biophysique des sols Corine Land Cover (CLC), est marquée par l'importance des territoires agricoles (57,5 % en 2018), en augmentation par rapport à 1990 (55,2 %). La répartition détaillée en 2018 est la suivante :
terres arables (41,4 %), forêts (39,2 %), prairies (12,9 %), milieux à végétation arbustive et/ou herbacée (3,3 %), zones agricoles hétérogènes (3,2 %). L'évolution de l’occupation des sols de la commune et de ses infrastructures peut être observée sur les différentes représentations cartographiques du territoire : la carte de Cassini (XVIIIe siècle), la carte d'état-major (1820-1866) et les cartes ou photos aériennes de l'IGN pour la période actuelle (1950 à aujourd'hui).

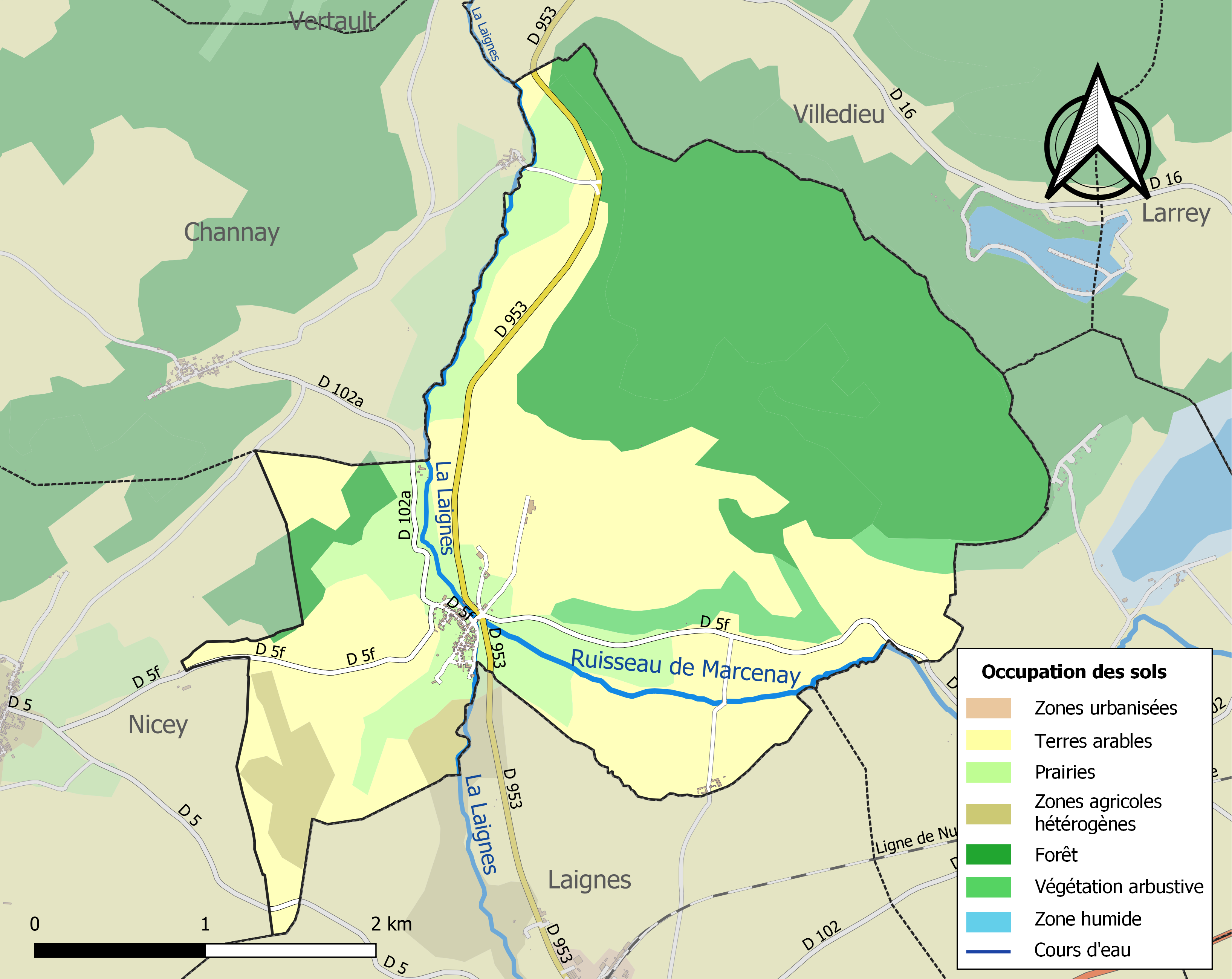
Carte des infrastructures et de l'occupation des sols de la commune en 2018 (CLC).

## Toponymie
Le nom de ce village est issu du mot bas-latin ecclesiola, un dérivé, probablement un diminutif, du latin ecclesia (« église »). La signification en est donc : la « petite église ». Le -s qui fait penser à un pluriel est purement factice et arbitraire comme ça arrive souvent en toponymie française ; il ne faut pas lui attribuer le sens du pluriel.

## Histoire

### Antiquité et proto-histoire
L'occupation du territoire actuel de Griselles date des débuts de l'époque gallo-romaine comme l'atteste la découverte d'armes et de pièces. La forteresse semble en rapport avec le développement du site très proche de Vertillum dont elle se présente comme un prolongement. Dès 1895, le plan d'une importante villa romaine est relevé à l'occasion d'une période de grande sécheresse. Une récente campagne de photographies aériennes a permis d'en confirmer l'étendue exceptionnelle. Elle est détruite lors d'une invasion barbare vers 270.

### Haut Moyen Âge
Au début du VIe siècle, saint Valentin y fonde un ermitage et un petit oratoire transformé par les évêques de Langres en une importante basilique après sa mort. C'est cette « égliselle » qui aurait donné plus tard par allitération son nom de Griselles au lieu-dit. On a retrouvé dans son entourage les vestiges d’une nécropole mérovingienne.

### Moyen Âge
La châtellenie de Griselles, rattachée au comté de Tonnerre dépend alors du duché de Bourgogne. En 1017, une abbaye dédiée à saint Valentin y est créée qui connaît un développement nouveau par Ermengarde, dernière héritière des comtes de Bar-sur-Seine, épouse en premières noces du comte Milon II de Tonnerre et en secondes de Herbert III de Vermandois. Le monastère est alors rattaché à l'abbaye Saint-Germain d'Auxerre en 1119.
Un château dont il est fait mention en 1210, construit à proximité, est démantelé en 1407 sur ordre de Jean sans Peur en guerre contre le comte de Tonnerre. Il n'en subsiste que quelques vestiges de murailles à la pointe méridionale de la butte transformée en éperon barré par un profond fossé.

### Époque contemporaine
À la fin du XIXe siècle, l’authentification des reliques de saint Valentin relance les pèlerinages et au début du XXIe siècle une campagne de fouilles remet le site en lumière.

## Politique et administration
| Période   | Période  | Identité               | Étiquette | Qualité |
| --------- | -------- | ---------------------- | --------- | ------- |
| mars 2001 | mai 2020 | Louis-Marcel Terrillon |           | Maire   |
| mai 2020  | en cours | Laurence Terrillon     |           | Maire   |

Griselles appartient :
- à l'arrondissement de Montbard,
- au canton de Châtillon-sur-Seine

## Démographie
L'évolution du nombre d'habitants est connue à travers les recensements de la population effectués dans la commune depuis 1793. Pour les communes de moins de 10 000 habitants, une enquête de recensement portant sur toute la population est réalisée tous les cinq ans, les populations de référence des années intermédiaires étant quant à elles estimées par interpolation ou extrapolation. Pour la commune, le premier recensement exhaustif entrant dans le cadre du nouveau dispositif a été réalisé en 2006.

En 2022, la commune comptait 92 habitants, en stagnation par rapport à 2016 (Côte-d'Or : +0,82 %, France hors Mayotte : +2,11 %).
| 1793 | 1800 | 1806 | 1821 | 1831 | 1836 | 1841 | 1846 | 1851 |
| ---- | ---- | ---- | ---- | ---- | ---- | ---- | ---- | ---- |
| 253  | 258  | 295  | 311  | 319  | 307  | 310  | 299  | 299  |

| 1856 | 1861 | 1866 | 1872 | 1876 | 1881 | 1886 | 1891 | 1896 |
| ---- | ---- | ---- | ---- | ---- | ---- | ---- | ---- | ---- |
| 289  | 299  | 286  | 275  | 265  | 249  | 249  | 242  | 227  |

| 1901 | 1906 | 1911 | 1921 | 1926 | 1931 | 1936 | 1946 | 1954 |
| ---- | ---- | ---- | ---- | ---- | ---- | ---- | ---- | ---- |
| 218  | 207  | 204  | 170  | 179  | 152  | 134  | 138  | 151  |

| 1962 | 1968 | 1975 | 1982 | 1990 | 1999 | 2006 | 2011 | 2016 |
| ---- | ---- | ---- | ---- | ---- | ---- | ---- | ---- | ---- |
| 110  | 125  | 116  | 114  | 87   | 84   | 72   | 99   | 92   |

| 2021 | 2022 | - | - | - | - | - | - | - |
| ---- | ---- | - | - | - | - | - | - | - |
| 89   | 92   | - | - | - | - | - | - | - |

## Culture locale et patrimoine

### Lieux et monuments
- L'église Saint-Pierre-Saint-Paul[25] est rebâtie sur les bases d'une basilique du VIe siècle à laquelle a succédé un prieuré en 1018. Elle possède sous le chœur une crypte mérovingienne dégagée à la fin du XIXe siècle renfermant le tombeau et les reliques du saint[26].
- L'église Saint-Valentin[27] batie en centre-ville en 1828 par Simon Tridon.
- Les rives de la Laignes.

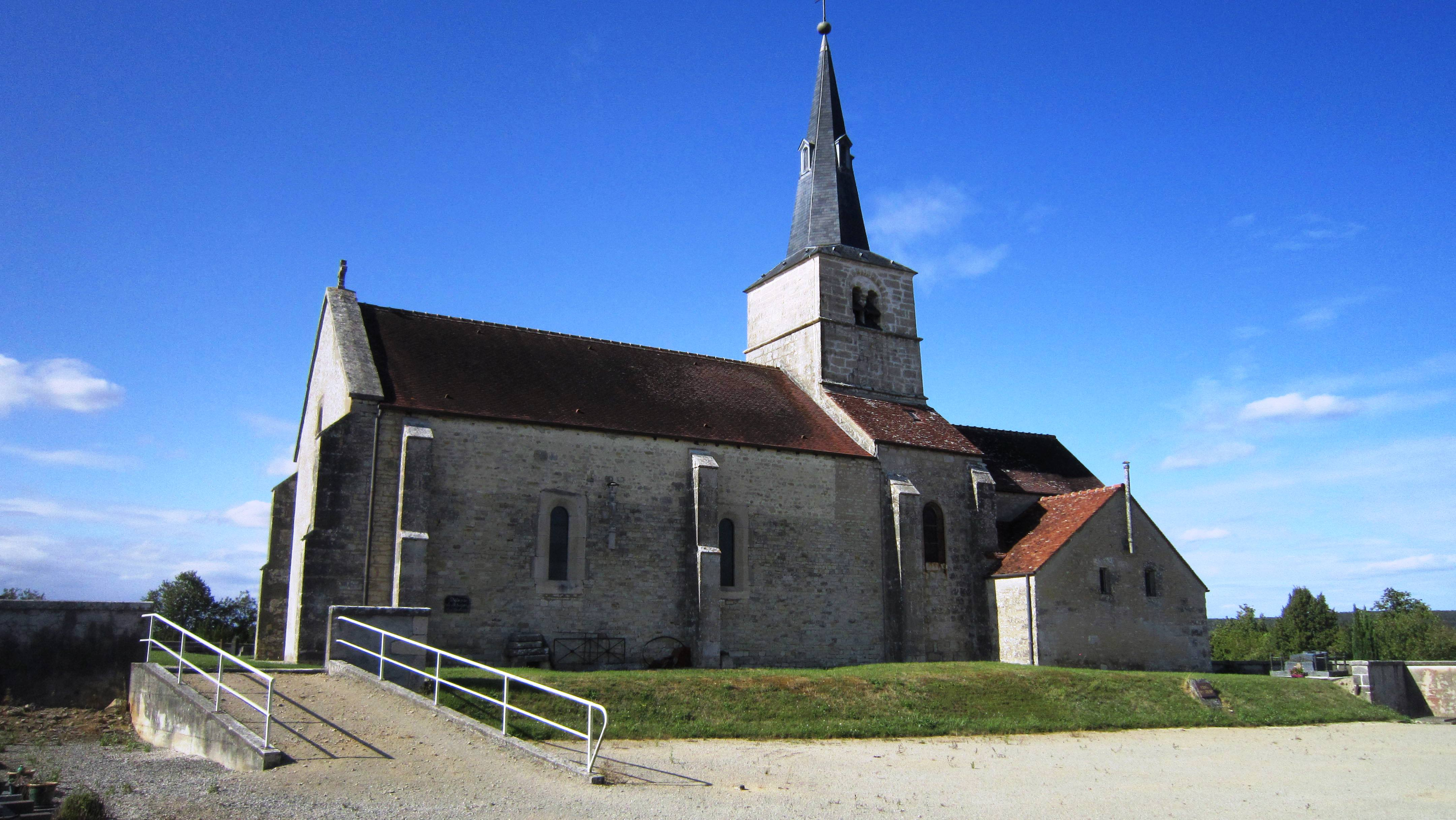
L'église Saint-Pierre/Saint-Paul
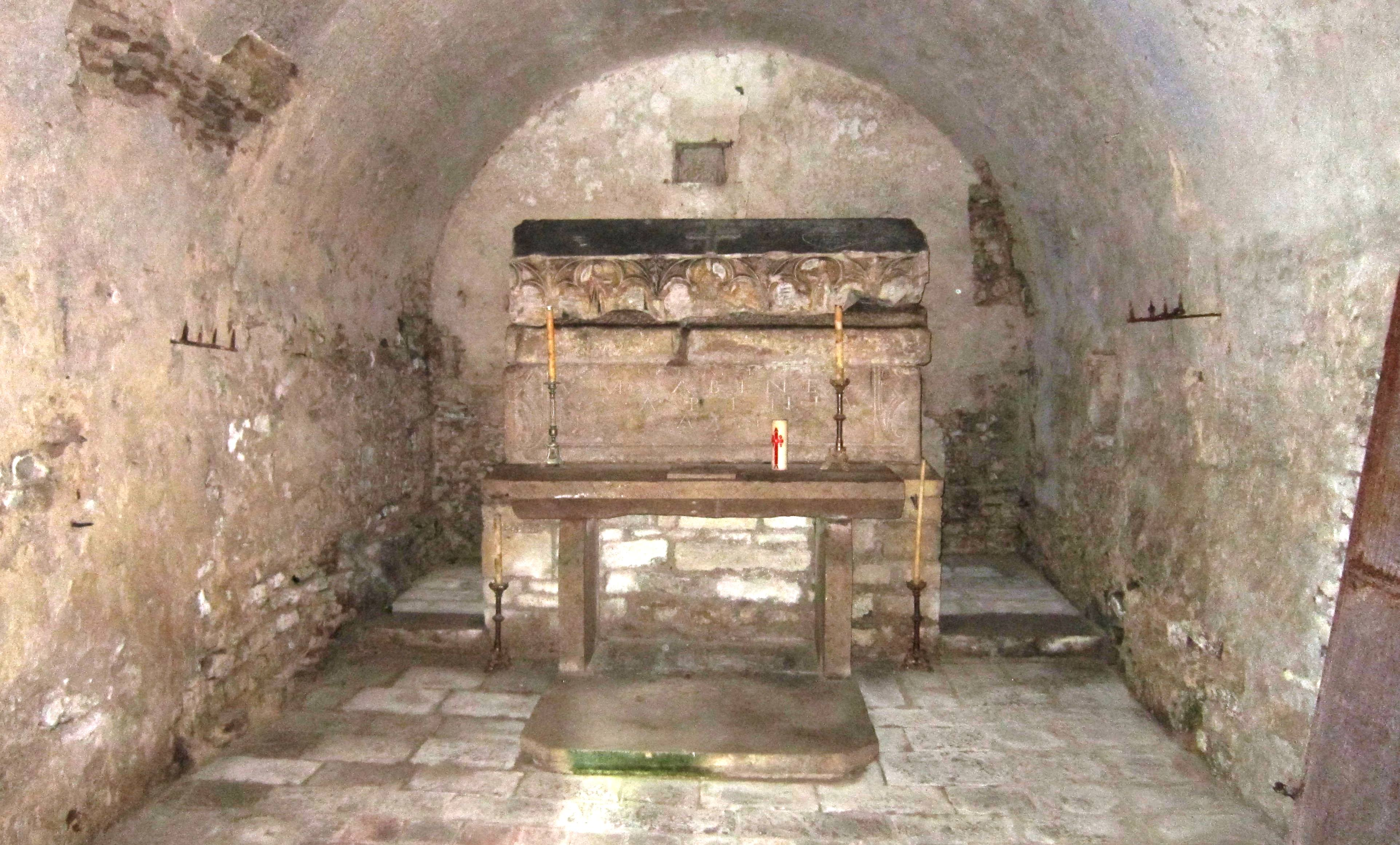
Le sarcophage de saint Valentin
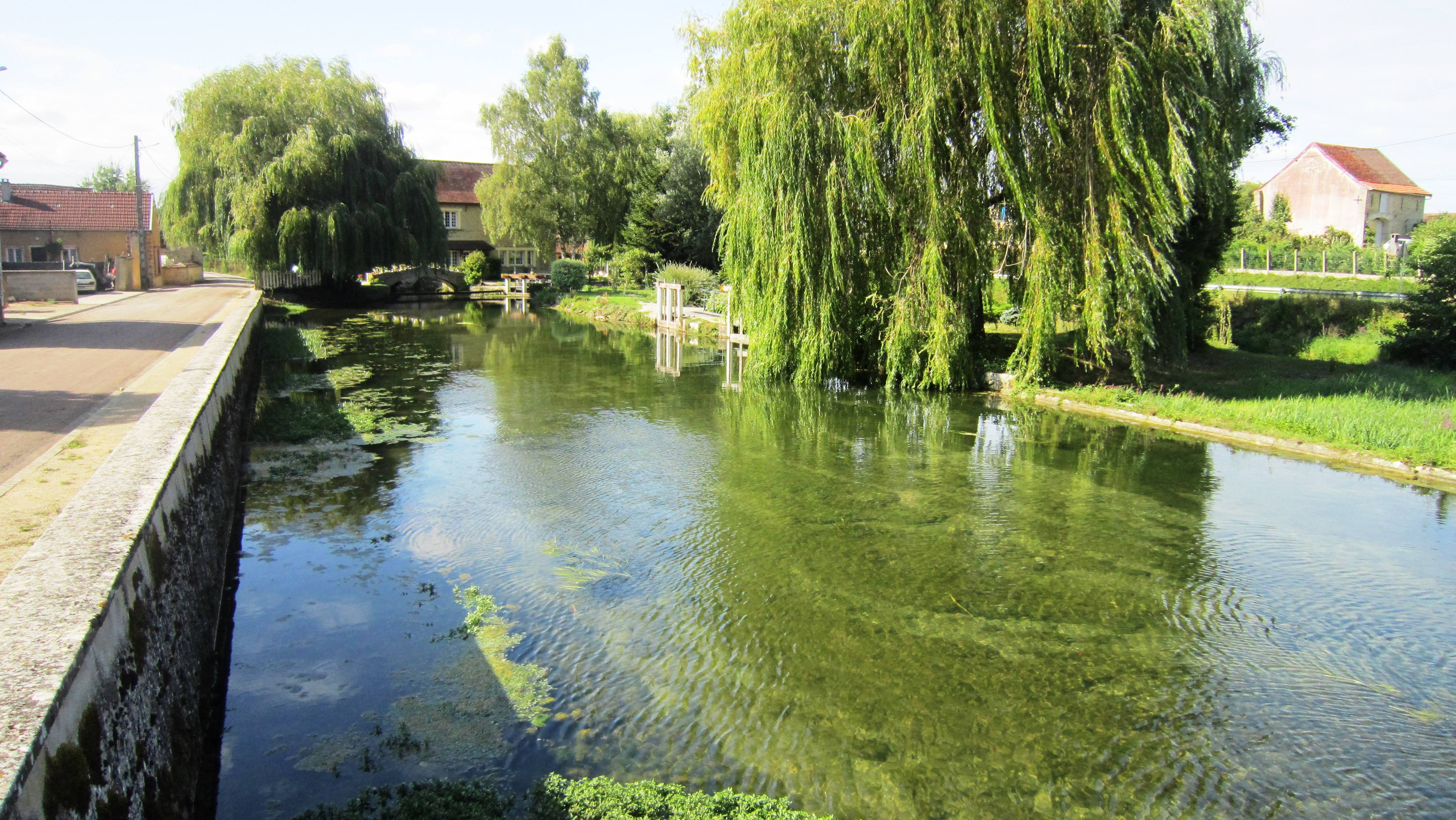
La Laigne à Griselles

### Personnalités liées à la commune
- Saint Valentin de Griselles né à Latiscum (Mont Lassois) et mort en 547 à Griselles. Fondateur d'un ermitage qui a préfiguré l'abbaye de Griselles. Fêté localement le 4 juillet[28].

### Héraldique
| Blason de Griselles | Blason  | De gueules à l'aigle d'or, au chef d'argent chargé de trois tourteaux aussi de gueules. |
| Blason de Griselles | Détails | Le statut officiel du blason reste à déterminer.                                        |